# Wöbelsburg
Koordinaten: 51° 24′ 29″ N, 10° 42′ 15″ O

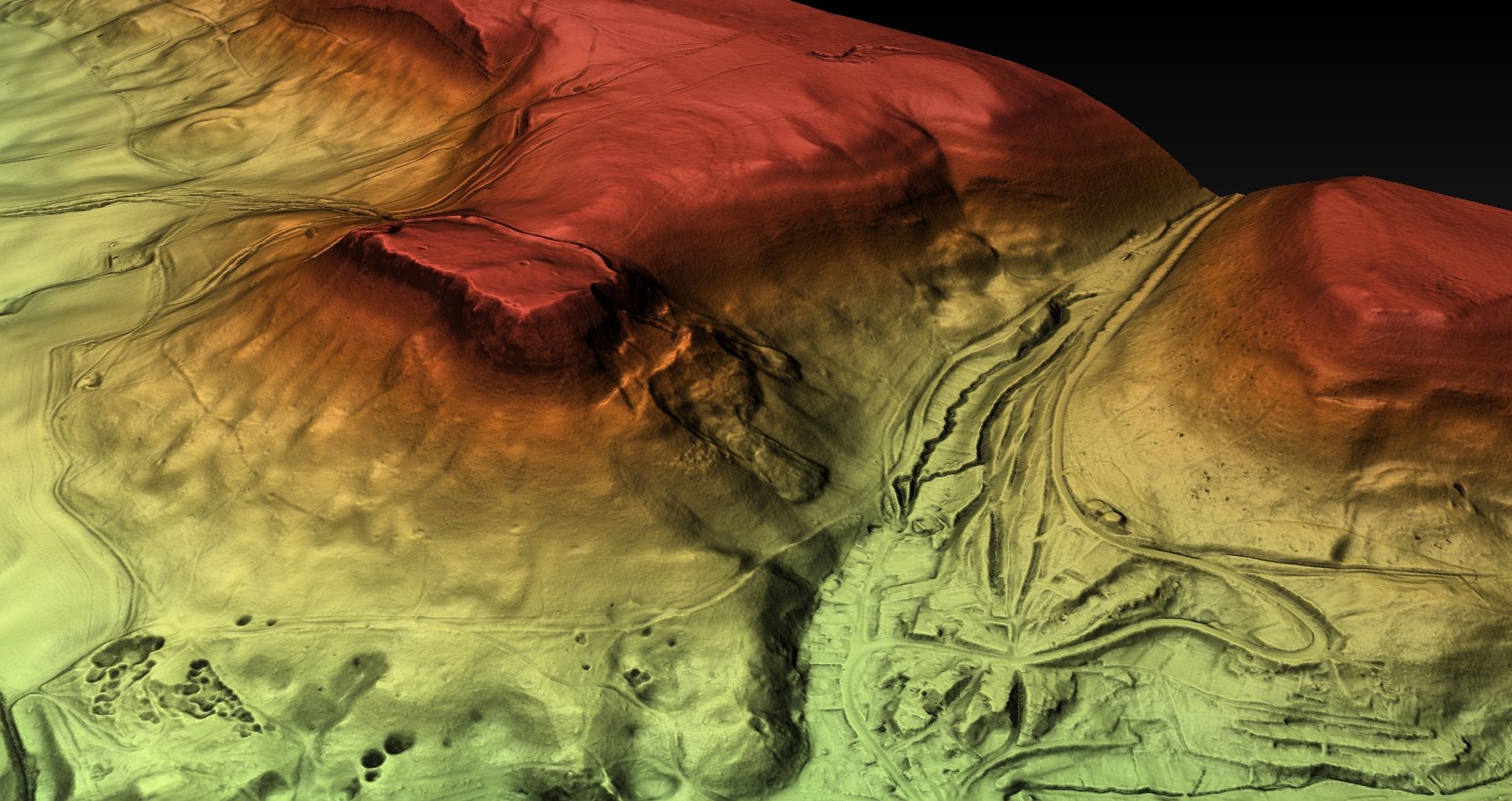
3D-Bild Digitales Geländemodell

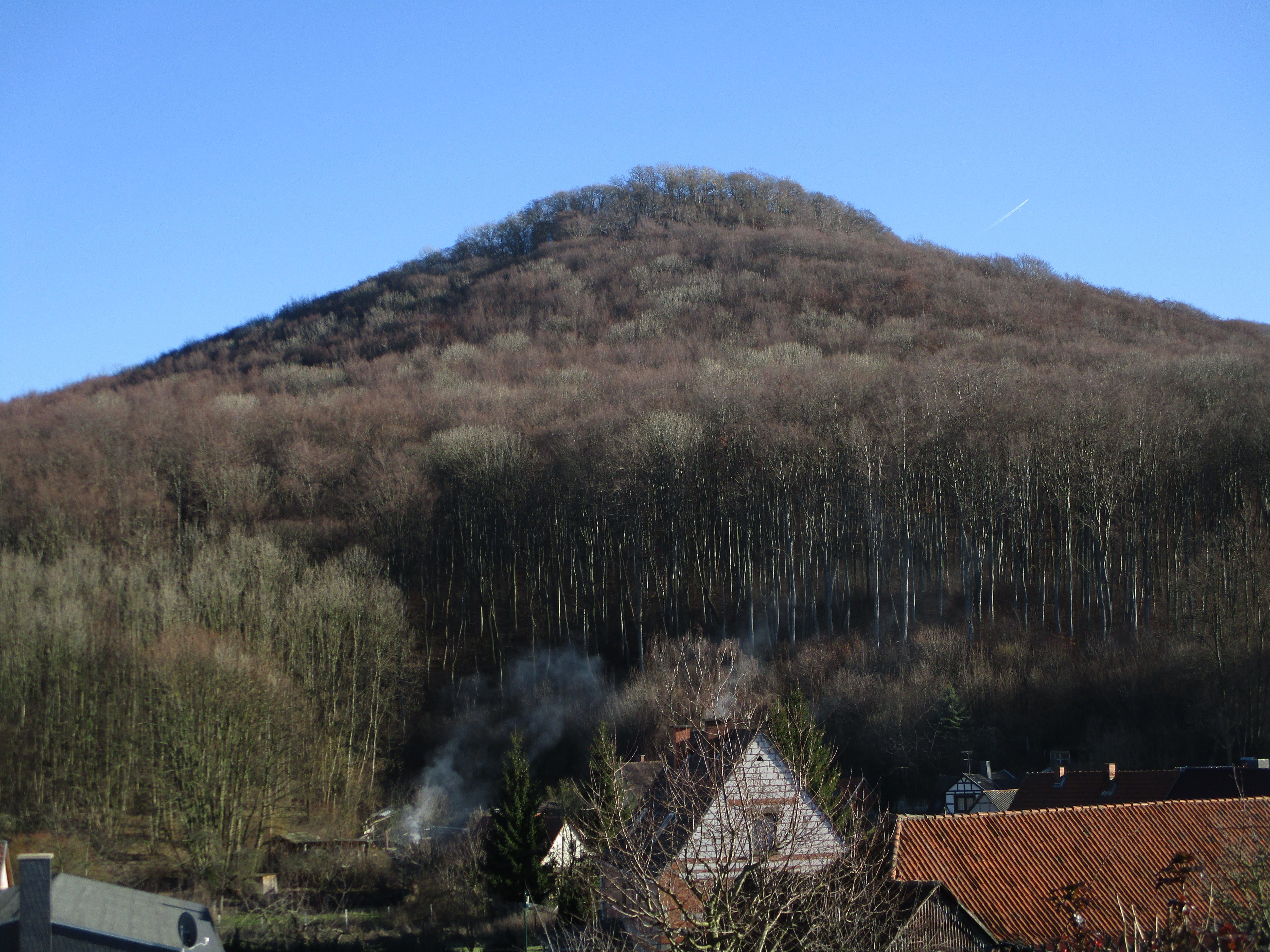
Der Bergsporn der Wöbelsburg von Hainrode aus gesehen

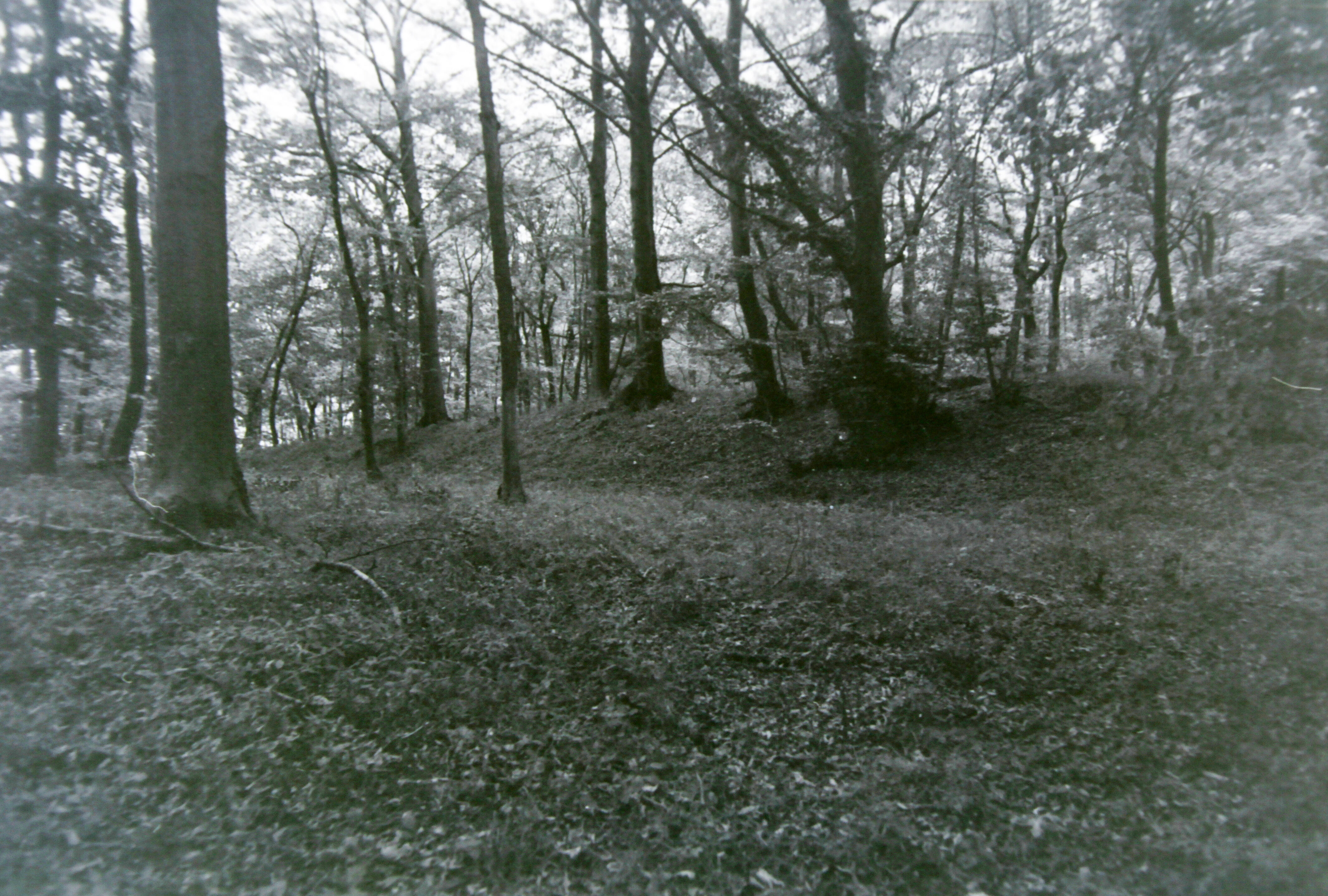
Wallanlage der Webelsburg

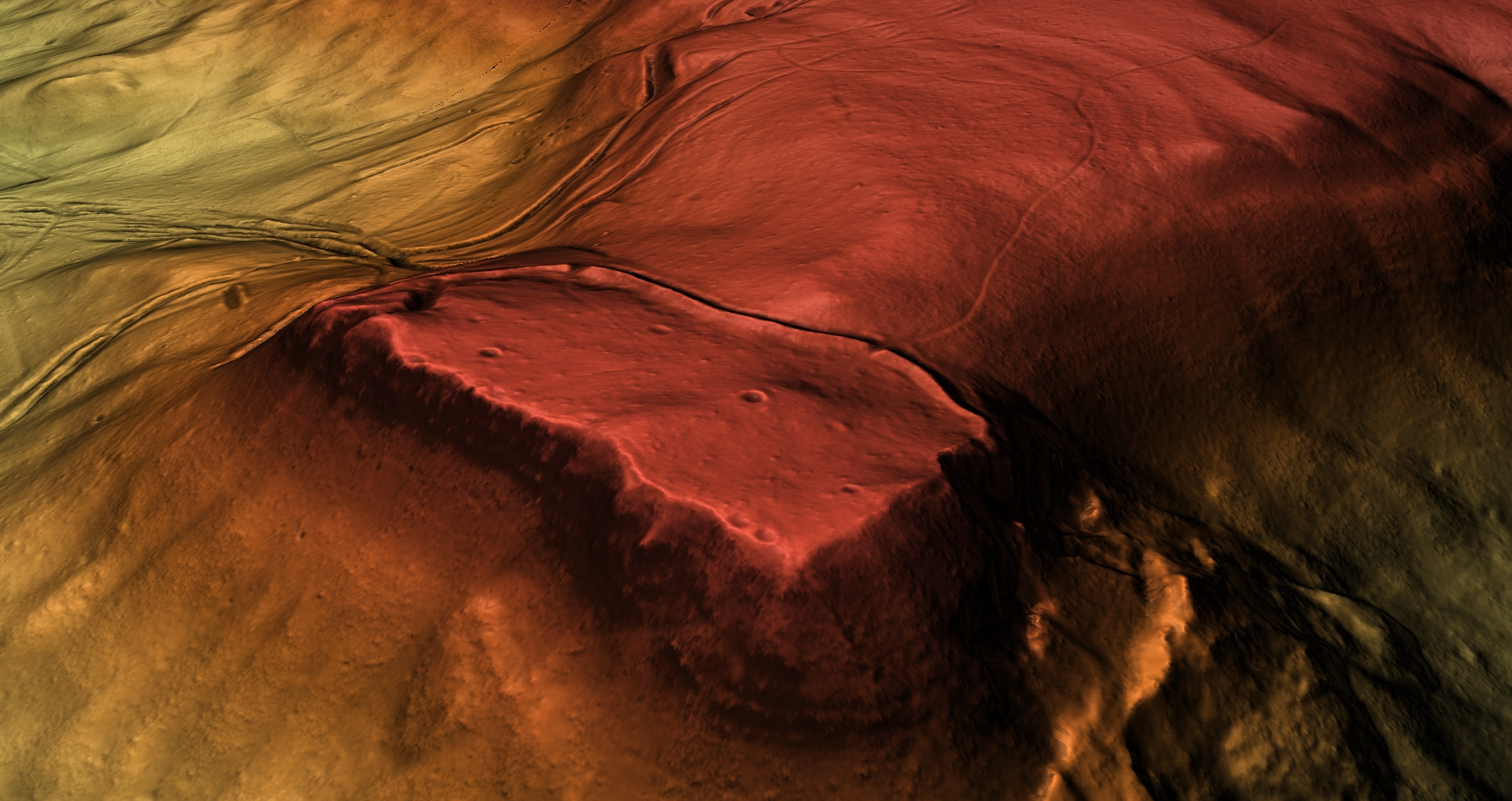
3D-Bild Digitales Geländemodell Nahaufnahme aus Richtung Westen

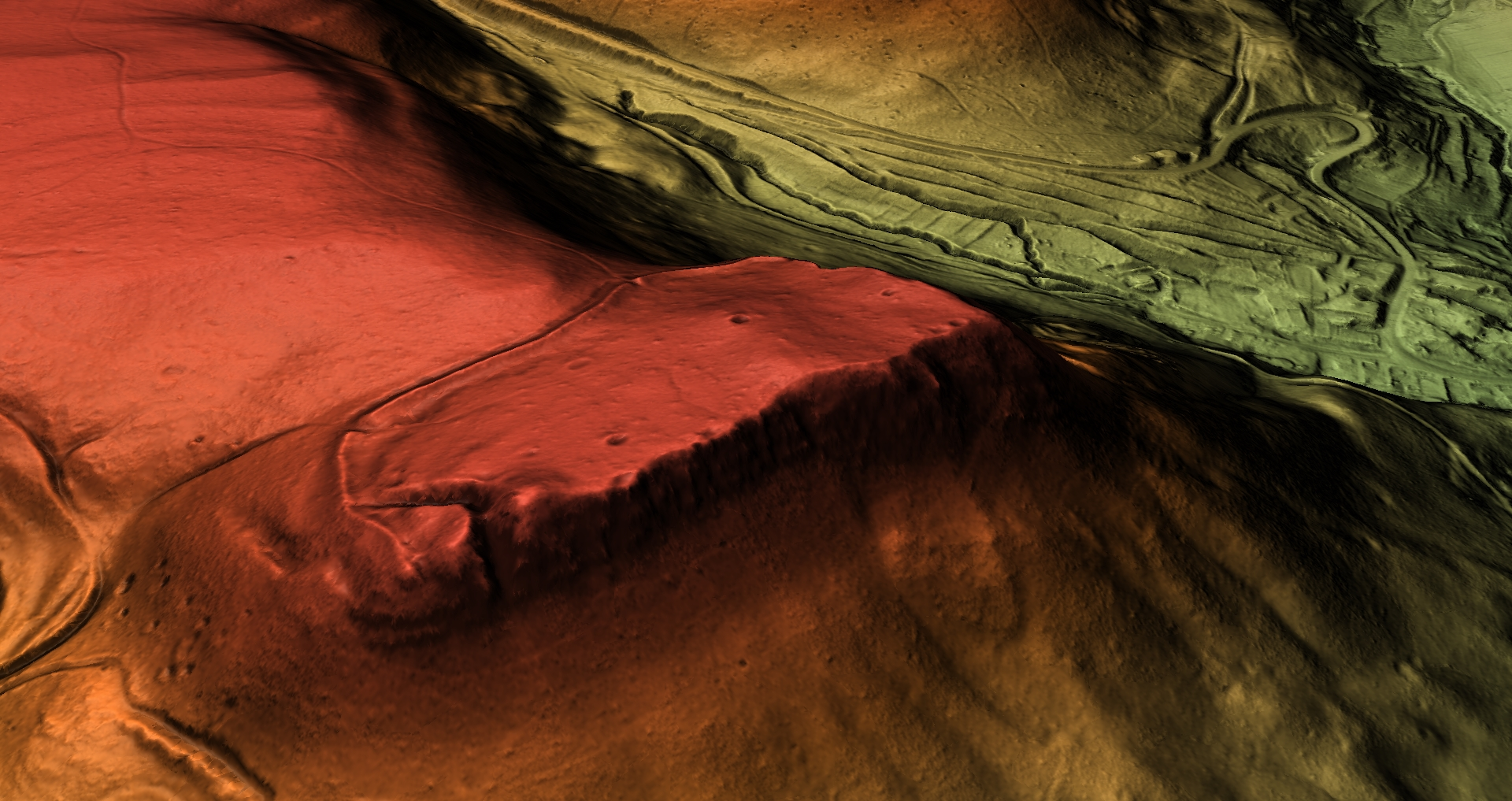
3D-Bild Digitales Geländemodell Nahaufnahme aus Richtung Norden

Das Naturschutzgebiet Wöbelsburg, auch Webelsburg, liegt im Landkreis Nordhausen in Thüringen.

## Geographie
Das Naturschutzgebiet erstreckt sich südöstlich von Hainrode, einem Ortsteil der Stadt und Landgemeinde Bleicherode. Nordwestlich des Gebietes fließt der Hainröder Bach, westlich verläuft die Landesstraße L 2080. Nördlich erhebt sich das Schloss Wöbelsburg, westlich erstreckt sich das 945,9 ha große Naturschutzgebiet Westliche Hainleite.
Die 429,2 m hohe Wöbelsburg ist ein nördlicher Ausläufer des Teilberges (442,7 m) auf dem nordwestlichen Hainleiteplateau, nach Westen, Norden und Osten bildet die Muschelkalkschichtstufe einen Steilhang zur Talniederung der Wipper.

## Bedeutung
Das 65,9 ha große Gebiet mit der NSG-Nr. 005 wurde im Jahr 1961 unter Naturschutz gestellt.

## Wallburg
Auf dem nach drei Seiten durch einen Steilhang geschützten Bergsporn befand sich eine vermutlich eisenzeitliche Wallanlage. Zum Bergplateau hin war sie mit einem Wall und Graben abgegrenzt, der noch gut im Gelände erkennbar ist. Der Burgplatz hat eine Innenfläche von ca. 140 × 300 m. Funde datieren die Wallanlage in die späte Hallstattzeit. Eine schriftliche Erwähnung gibt es aus dem Jahr 1275 („a monte qui Wibelsberg nominatur“).